# اسکیت پانک
اسکیت پانک (به انگلیسی: Skate punk) (همچنین به عنوان اسکیت‌کور و اسکیت راک نیز شناخته می‌شود) یک زیرسبک موسیقی پانک راک است که در دهه ۱۹۸۰ میلادی در ایالات متحده آمریکا ظهور کرد. این سبک از موسیقی با فرهنگ ورزش اسکیت‌بورد ارتباط تنگاتنگی دارد و اغلب در ویدیوهای اسکیت‌بورد و مسابقات اسکیت‌سواری استفاده می‌شود.

## ویژگی‌ها
- سرعت بالا و انرژی زیاد: اسکیت پانک با تمپوهای سریع، ضرب‌آهنگ‌های کوبنده و پرانرژی شناخته می‌شود که حس هیجان و جنب‌وجوش اسکیت‌بوردینگ را منتقل می‌کند.
- ملودی‌های جذاب و قابل‌همخوانی: برخلاف برخی زیرسبک‌های پانک که بیشتر بر روی خشم و اعتراض تمرکز دارند، اسکیت پانک معمولاً ملودی‌های جذاب و قابل همخوانی دارد که به راحتی در ذهن می‌مانند.
- گیتارهای الکتریک و دیستورشن: گیتارهای الکتریک با صدای دیستورشن و ریف‌های سریع و پرانرژی، بخش مهمی از صدای اسکیت پانک را تشکیل می‌دهند.
- مضامین ترانه‌ها: ترانه‌های اسکیت پانک معمولاً به موضوعاتی مانند اسکیت‌بوردینگ، دوستی، تفریح، آزادی، شورش علیه قدرت و مسائل اجتماعی می‌پردازند.

## تأثیرات
اسکیت پانک تأثیر قابل توجهی بر موسیقی پانک راک و فرهنگ اسکیت‌بوردینگ داشته است. این سبک موسیقی به عنوان موسیقی متن بسیاری از ویدیوهای اسکیت‌بورد و مسابقات اسکیت‌سواری استفاده شده است و به ترویج و محبوبیت این ورزش کمک کرده است. اسکیت پانک همچنین الهام‌بخش بسیاری از گروه‌های موسیقی در سراسر جهان بوده است و به شکل‌گیری سبک‌های دیگری مانند پاپ پانک کمک کرده است.

## نمونه‌هایی از گروه‌های اسکیت پانک
- Descendents
- Bad Religion
- NOFX
- پنی‌وایز
- The Offspring
- Millencolin
- Lagwagon
- سویسایدال تندنسیز